# Drochaus
Drochaus ist ein Ortsteil der Gemeinde Rosenbach/Vogtl. im sächsischen Vogtlandkreis. Das zur Ortschaft Mehltheuer gehörende Dorf wurde am 1. Januar 1974 nach Mehltheuer eingemeindet, mit dem es am 1. Januar 2011 zur Gemeinde Rosenbach/Vogtl. kam.

## Geographie

### Geographische Lage und Verkehr

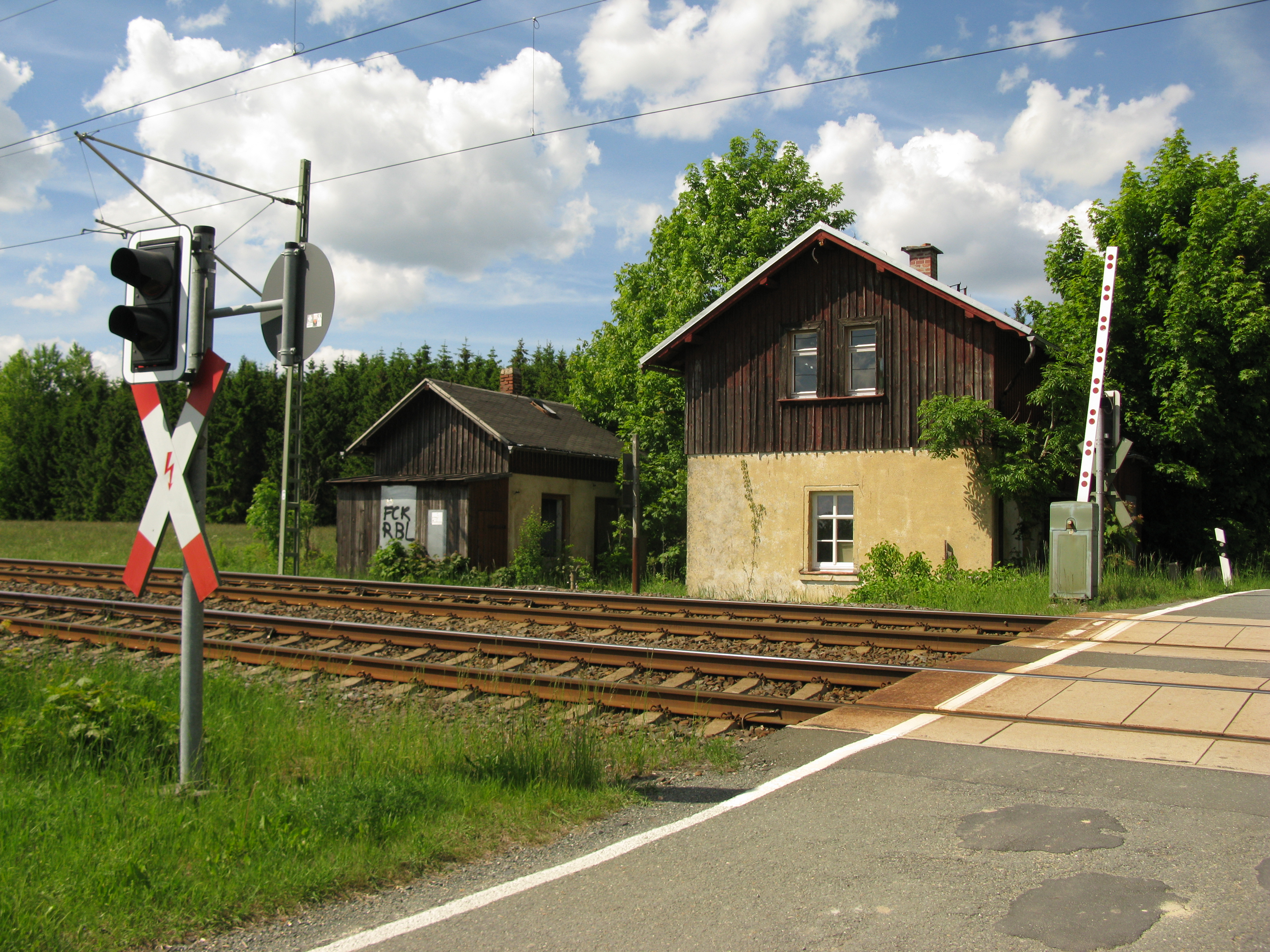
Bahnwärterhaus in Drochaus

Drochaus liegt im Nordwesten der Gemeinde Rosenbach/Vogtl. unweit der Landesgrenze zu Thüringen und westlich von Plauen. Der in der Ortsflur entspringende Elmbach entwässert über den Rosenbach in die Weiße Elster. Der Ort besteht aus dem südwestlichen Dorfteil Drochaus und dem nordöstlichen Geiersberg. Drochaus liegt im Nordwesten des Vogtlandkreises und im sächsischen Teil des historischen Vogtlands. Geographisch liegt der Ort im Zentrum des Naturraums Vogtland (Übergang vom Thüringer Schiefergebirge ins Mittelvogtländische Kuppenland).
Durch die Gemarkung verläuft die Bahnstrecke Leipzig–Hof und im Norden die Bundesstraße 282.
Der Ort ist mit der vertakteten RufBus-Linie 44 des Verkehrsverbunds Vogtland an Mehltheuer angebunden. Dort besteht Anschluss zur TaktBus-Linie 42 nach Pausa und Zeulenroda.

### Nachbarorte
Drochaus grenzt an fünf weitere Ortsteile der Gemeinde Rosenbach/Vogtl. und einen Ortsteil der Stadt Pausa-Mühltroff.
| Ranspach (Pausa-Mühltroff) | Unterpirk                                   |          |
| Schönberg                  | Kompassrose, die auf Nachbargemeinden zeigt | Oberpirk |
| Demeusel                   |                                             | Leubnitz |

## Geschichte

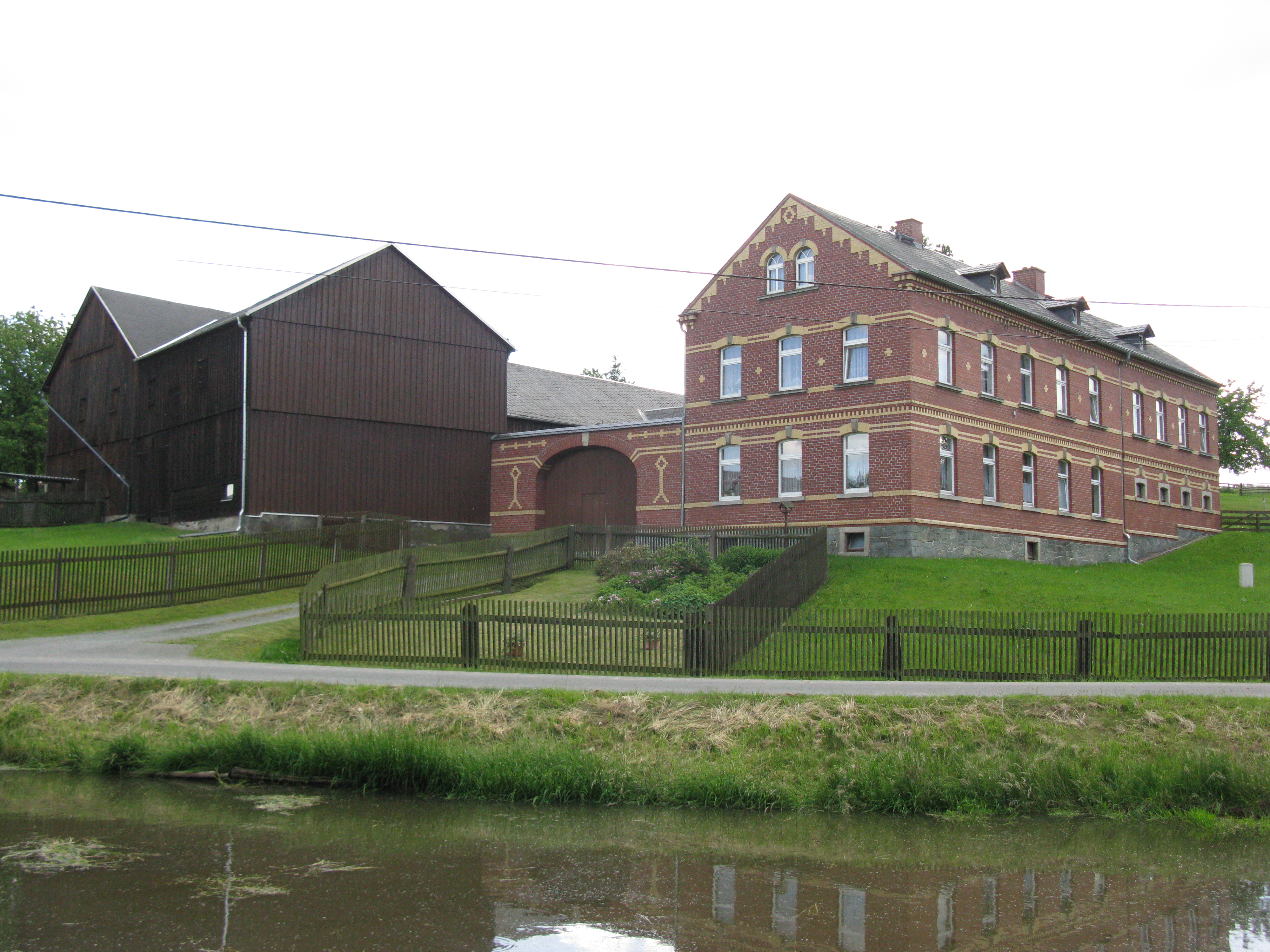
Denkmalgeschütztes Haus an der Oberpirker Straße

Das Waldhufendorf Drochaus wurde im Jahr 1298 erstmals als villa Trachans  erwähnt. Möglicherweise leitet sich der Name genitivisch vom altsorbischen Personennamen „Drogan“ ab. Bezüglich der Grundherrschaft gehörte Drochaus um 1583 anteilig zu den Rittergütern Leubnitz und Syrau und als Amtsdorf zum Amt Plauen. Um 1764 gehörte zusätzlich ein Anteil zum Rittergut Kauschwitz. Drochaus gehörte bis 1856 zum kursächsischen bzw. königlich-sächsischen Amt Plauen. 1856 wurde der Ort dem Gerichtsamt Pausa und 1875 der Amtshauptmannschaft Plauen angegliedert. Weil Drochaus im Besitz des Braurechts war, gab es bis 1923 zwei Brauereien im Ort.
Durch die zweite Kreisreform in der DDR kam die Gemeinde Drochaus im Jahr 1952 zum Kreis Plauen-Land im Bezirk Chemnitz (1953 in Bezirk Karl-Marx-Stadt umbenannt). Am 1. Januar 1974 wurde Drochaus nach Mehltheuer eingemeindet. Als Ortsteil von Mehltheuer kam Drochaus im Jahr 1990 zum sächsischen Landkreis Plauen, der 1996 im Vogtlandkreis aufging. Durch den Zusammenschluss von Mehltheuer mit Leubnitz und Syrau gehört Drochaus seit dem 1. Januar 2011 zur Gemeinde Rosenbach/Vogtl.

### Entwicklung der Einwohnerzahl
| Jahr | Einwohnerzahl                                                       |
| ---- | ------------------------------------------------------------------- |
| 1557 | 18 besessene Mann, 9 Inwohner                                       |
| 1764 | 18 besessene Mann, 2 Gärtner, 6 Häusler, 7 3/5 Hufen je 30 Scheffel |
| 1834 | 186                                                                 |
| 1871 | 241                                                                 |
| 1890 | 241                                                                 |
| 1910 | 187                                                                 |
| 1925 | 203                                                                 |
| 1939 | 159                                                                 |
| 1946 | 199                                                                 |
| 1950 | 183                                                                 |
| 1964 | 140                                                                 |
| 2011 | 103                                                                 |